# Jersey Village
Jersey Village é uma cidade localizada no estado norte-americano do Texas, no Condado de Harris.

## Demografia
Segundo o censo norte-americano de 2000, a sua população era de 6880 habitantes.
Em 2006, foi estimada uma população de 7138, um aumento de 258 (3.8%).

## Geografia
De acordo com o United States Census Bureau tem uma área de 8,9 km², dos quais 8,8 km² cobertos por terra e 0,1 km² cobertos por água.

## Localidades na vizinhança
O diagrama seguinte representa as localidades num raio de 16 km ao redor de Jersey Village.